# 아카마쓰 히로타카
아카마쓰 히로타카(일본어: 赤松 広隆, 1948년 5월 3일~)는 일본의 정치인으로, 입헌민주당 소속의 중의원 전 의원이며, 제65대, 67대 중의원 부의장을 역임했다. 일본사회당 서기장, 민주당 국회 대책 위원장·당 부대표, 하토야마 유키오 내각의 농림수산대신 등을 지냈다. 2021년 10월에 제49회 일본 중의원 의원 총선거에 불출마 및 정계은퇴를 선언했다.

## 역대 선거 결과
|  | 0% |

|  | 0% |

|  | 0% |

|  | 26.3% |

|  | 20.4% |

|  | 30.91% |

|  | 48.31% |

|  | 49.39% |

|  | 44.45% |

|  | 61.99% |

|  | 31.11% |

|  | 44.53% |

|  | 46.49% |